# Indywidualne Mistrzostwa Polski w Zapasach 1957

## Mistrzostwa Polski w Zapasach1957

### Mężczyźni
- styl wolny

10. Mistrzostwa Polski – x – x 1957, Katowice
- styl klasyczny

27. Mistrzostwa Polski – x – x 1957, Szczecin

## Medaliści

### Mężczyźni

#### Styl wolny
| Kategoria:  | Złoto:                               | Srebro:                           | Brąz:                                  |
| 52 kg       | Józef Malik Siła Mysłowice           | Stefan Hajduk Gwardia Warszawa    | Stanisław Wróblewski Siła Mysłowice    |
| 57 kg       | Bernard Knitter Górnik Wesoła        | Piotr Tychański Lotnik Wrocław    | Bogusław Klein Flota Gdynia            |
| 62 kg       | Tadeusz Trojanowski AZS-AWF Warszawa | Eugeniusz Zwiech Garbarnia Kraków | Edward Drąg Włókniarz Boguszów         |
| 67 kg       | Jan Kuczyński Gwardia Warszawa       | Jan Żurawski AZS-AWF Warszawa     |                                        |
| 73 kg       | Józef Wojtasik AZS-AWF Warszawa      | Jurkiewicz Spójnia Gdańsk         | Bronisław Jan Schmidt Garbarnia Kraków |
| 79 kg       | Mirosław Żywczyk AZS-AWF Warszawa    | Bolesław Sidorowicz Skra Warszawa | Franciszek Zorn Flota Gdynia           |
| 87 kg       | Rudolf Sroka GKS Tychy               | Henryk Borecki Spójnia Gdańsk     | Marian Rawski Gwardia Warszawa         |
| ponad 87 kg | Lucjan Sosnowski Legia Warszawa      | Zdzisław Hyra AKS Chorzów         | Rybacki Warszawa                       |

#### Styl klasyczny
| Kategoria:  | Złoto:                               | Srebro:                            | Brąz:                                      |
| 52 kg       | Bogdan Klein Skra Warszawa           | Stefan Hajduk Gwardia Warszawa     | Władysław Kaczmarek Lech Poznań            |
| 57 kg       | Zdzisław Schneider Unia Swarzędz     | Piotr Tychański Lotnik Wrocław     | Brunon Broja Pogoń Nowa Ruda               |
| 62 kg       | Edward Drąg Włókniarz Boguszów       | Franciszek Spychała Spójnia Poznań | Marian Buczkowski Gwiazda Bydgoszcz        |
| 67 kg       | Ernest Gondzik Siła Mysłowice        | Edward Żuławnik Legia Warszawa     | Waldemar Konieczny Sulimirczyk Sulmierzyce |
| 73 kg       | Mieczysław Łesyszak Gwardia Warszawa | Mirosław Żywczyk AZS-AWF Warszawa  | Henryk Krzyżanowski Pafawag Wrocław        |
| 79 kg       | Eugeniusz Skowronek Legia Warszawa   | Bolesław Sidorowicz Skra Warszawa  |                                            |
| 87 kg       | Kazimierz Wiercimok Górnik Mysłowice | Sroka Warszawa                     | Stefan Wąsek Gwardia Warszawa              |
| ponad 87 kg | Lucjan Sosnowski Legia Warszawa      | Norbert Kasperczyk Siła Mysłowice  | Zdzisław Leitgeber KS Posnania             |